# Cristobalit
Cristobalitul este un mineral de transformare a cuarțului la temperaturi ridicate. 

## Descriere
Din punct de vedere chimic este o formă cristalină anhidră a acidului silicic (SiO2 · n H2O).
Cele două forme de cristalizare a mineralului sunt: forma tetragonală (α-Cristobalit) și cea cubică (β-Cristobalit) ambele forme fiind strâns înrudite. A doua formă  (β-Cristobalitul) cristalizează după modelul de rețea cubic al diamantului fiind comparabil cu structura blendei (ZnS). Ambele structuri a mineralului (tetragonal și cubic) au în colțuri legate tetraedre de [SiO4] siliciul are un număr de valență 4, iar oxigenul 2.

## Istoric
Prima descriere a cristobalitului provine de la Rath în anul 1884. Numele este legat de localitatea San Cristóbal din sud-estul Mexicului (numit inițial „umplutura lui Kremer”).
Prima descriere a structurii mineralului (cu ajutorul röntgenului) a fost făcută în anul 1952.

## Producere sintetică
Mineralul este produs pe cale sintetică la temperaturi înalte din cuarț.

## Utilizare
Cristobalitul este caracterizat prin calitatea culorii sale albe, datorită unei reflexii puternice a luminii, pigmentul său de culoare are un grad înalt de saturație.
Nefiind de o culoare albă așa intensă ca și oxidul de titan, dar are o culoare mai luminoasă. De aceea pigmentul este folosit în industria alimentară ca și colorant, măcinat făină cu o granulație fină <<0,1 mm și foarte fină 8–12 µ.
Făini cu o granulație mai mare este folosit ca și colorant în mortarul folosit în construții, deoarece din punct de vedere chimic este practic inert poate folosit la marcajele cu culoare în exterior, fiind și din punct de vedere mecanic stabil este apreciat de autoritățile de protecție a mediului înconjurător.

## Variante
Cristobalitul se prezintă prin două forme de cristalizare, tetragonală (α-Cristobalit) și cea cubică (β-Cristobalit) datele cristalografice ale celor două variante fiind prezentate în tabel:
Mineralul ia naștere la temperaturi de peste 1470 °C  și în condiții normale α-Cristobalitul este metastabil (mai puțin stabil, transformându-se la cca.  240 °-275 °C (depinde de gradul de puritate) se transformă în β-Cristobalit. Gradul de simetrie ridicat al β-Cristobalitului determină legătura (SO4) (tetraedrică) să sufere o rotație schimbându-se unghiul legăturii de la 147° la 180° schimbându-se astfel de la sistemul de simetrie tetraedric la cel cubic.
| Datele cristalografice a Cristobalitului | Datele cristalografice a Cristobalitului         | Datele cristalografice a Cristobalitului          |
| ---------------------------------------- | ------------------------------------------------ | ------------------------------------------------- |
| Nume                                     | α-Cristobalit Cristobalit de temperatură scăzută | β-Cristobalit Cristobalit de temperatură rudicată |
| Sistem de cristalizare                   | tetragonal                                       | cubic                                             |
| Clasa cristalului                        | {\displaystyle 4\ 2\ 2\,}                        | {\displaystyle 4/m\ {\bar {3}}\ 2/m}              |
| Grupa                                    | {\displaystyle P\ 4_{1}2_{1}2\,}                 | {\displaystyle F\ 4_{1}/d\ {\bar {3}}\ 2/m}       |
| Parametri de rețea                       | a = 497,8 pm c = 694,8 pm                        | a = 716,6 pm                                      |
| Unități elementare                       | 4                                                | 8                                                 |

## Sistemele cristalografice a mineralului

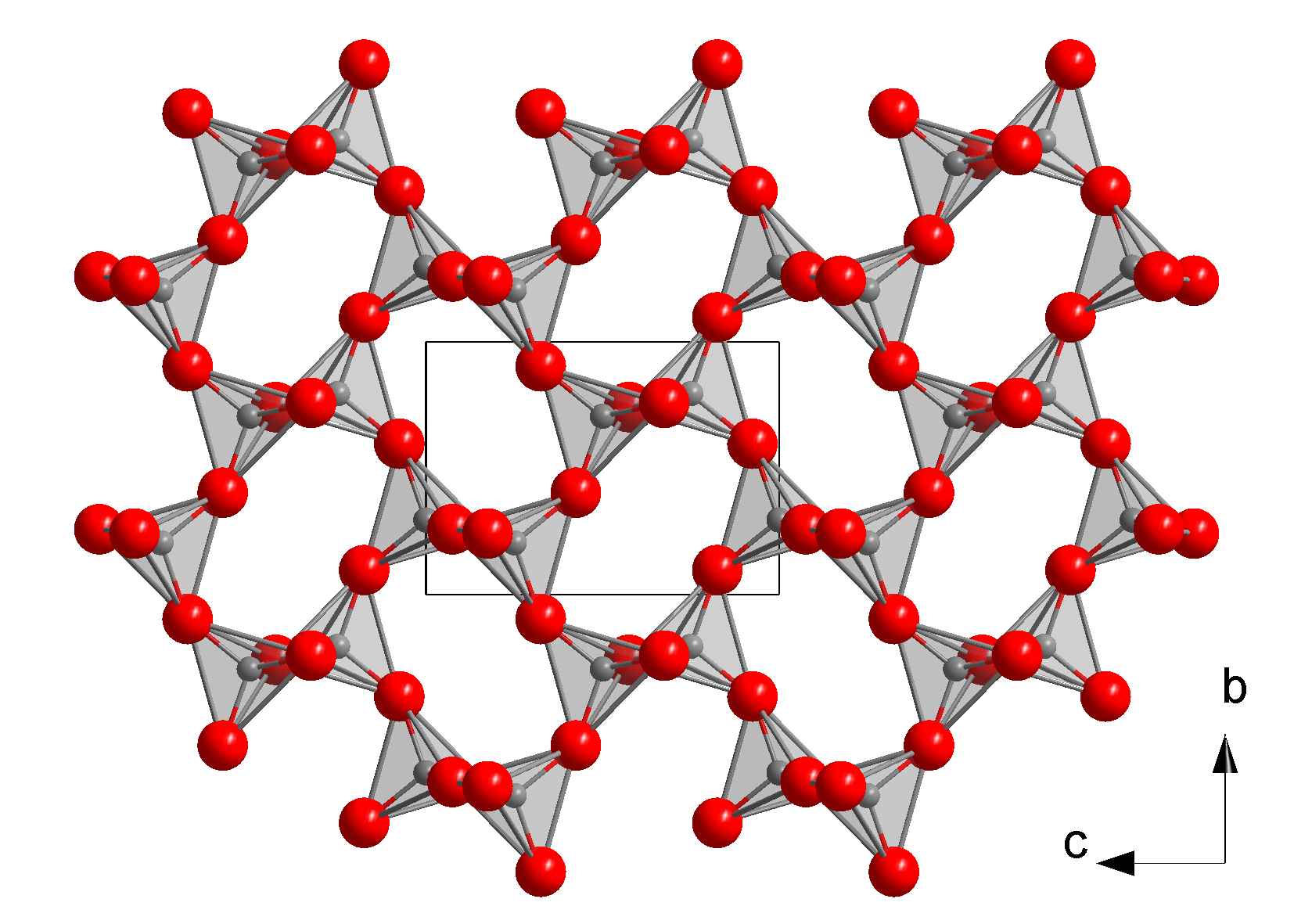
Sistemul de cristalizare tetragonal al α-Cristobalitului cu privire pe axa a
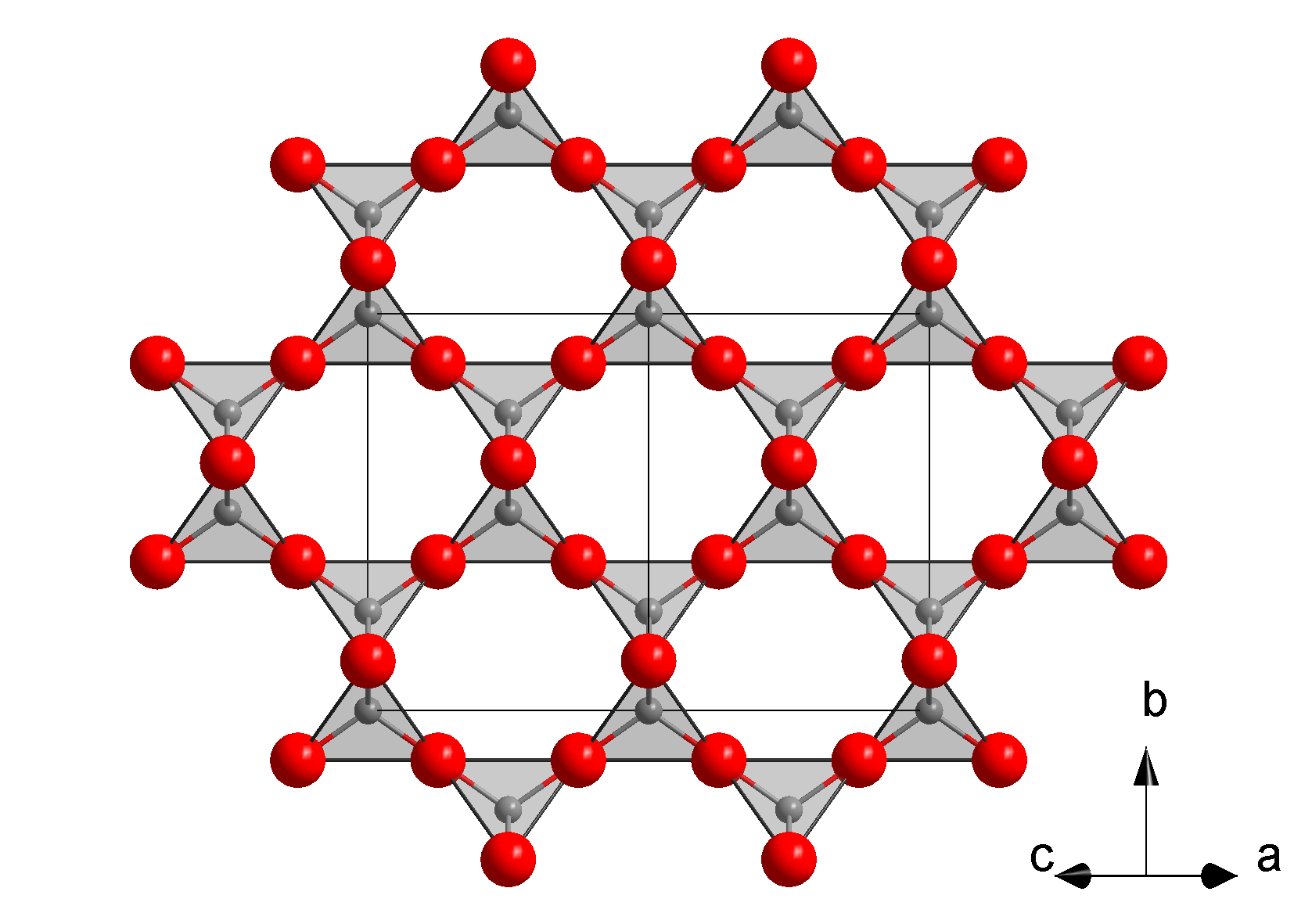
Sistemul de cristalizare cubic a β-Cristobalitului. Unde tetraedrii -[SiO4]  sunt comparaţi cu α-Cristobalit astfel prin rotire ia naştere un grad de simetrie mai ridicat.
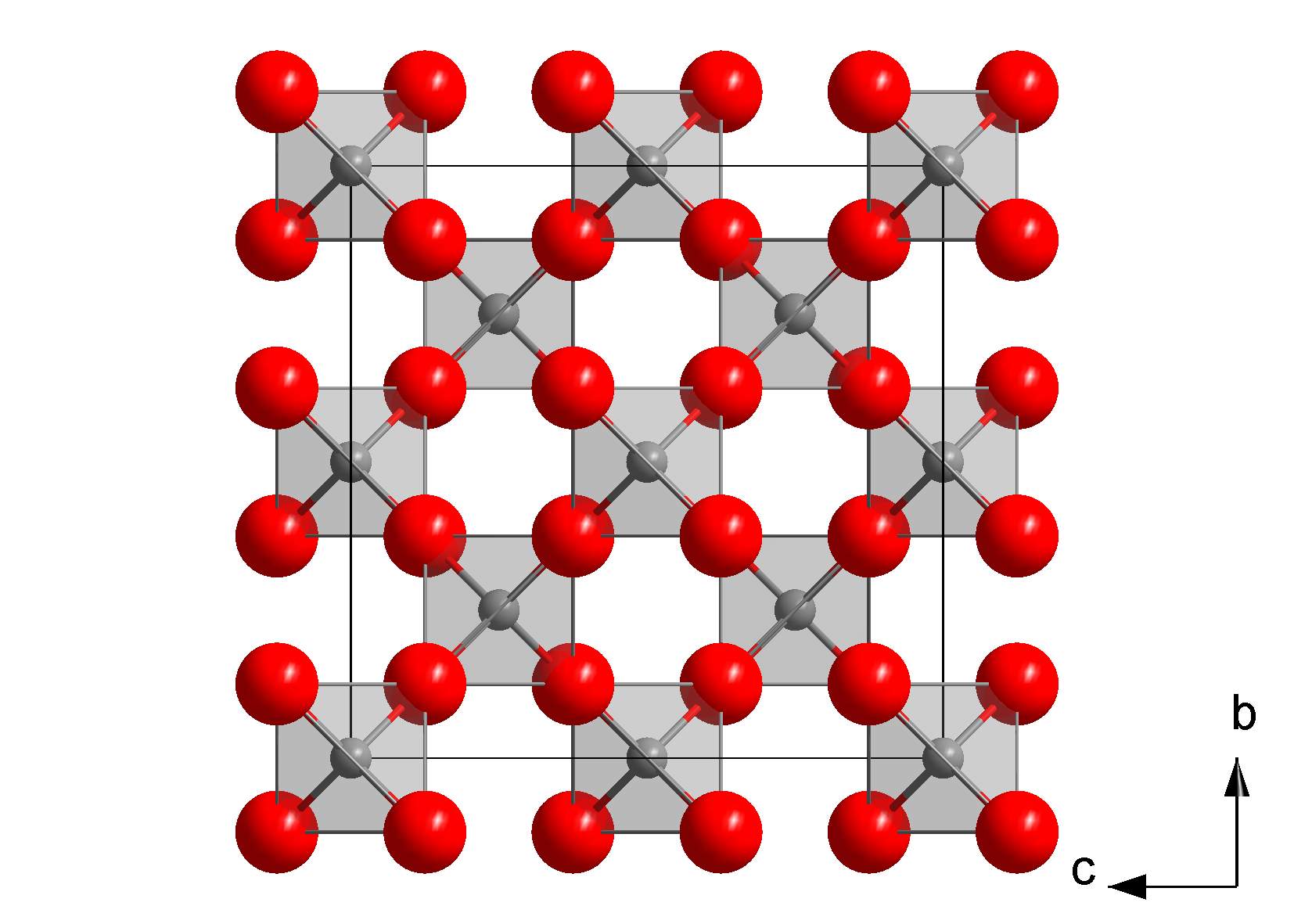
Structură ideală a β-Cristobalitului. unde tetraedrii- [SiO4] duc la evitarea oscilaţiilor.